# ایبیراپیتانگا
ایبیراپیتانگا (به پرتغالی: Ibirapitanga) یک منطقهٔ مسکونی در برزیل است که در باهیا واقع شده‌است. ایبیراپیتانگا ۴۷۲٫۰ کیلومتر مربع مساحت و ۲۳٬۴۰۴ نفر جمعیت دارد و ۱۱۳ متر بالاتر از سطح دریا واقع شده‌است.